# Lophodermium svalbardense
Lophodermium svalbardense är en svampart som beskrevs av Lind 1928. Lophodermium svalbardense ingår i släktet Lophodermium och familjen Rhytismataceae.   Inga underarter finns listade i Catalogue of Life.